# Альпер, Семён Яковлевич
Альпер Семен Яковлевич (1913—1971) — математик, доктор физико-математических наук и профессор, научная деятельность которого была направлена на развитие теории приближения функций комплексного переменного.

## Ранние годы и образование
С. Я. Альпер родился в 1913 году. В 1934 году он окончил Ростовский пединститут, а в 1937 году — аспирантуру Ростовского Государственного Университета, где был учеником Д. Д. Мордухай-Болтовского.

## Научная карьера
В 1938 году С. Я. Альпер успешно защитил кандидатскую диссертацию «О связи между арифметическими свойствами коэффициентов целых степенных ярдов» в Ростовском государственном университете. Его докторская диссертация «Некоторые вопросы приближения полиномами функций комплексного переменного» была защищена в том же университете в 1964 году.
С 1937 года С. Я. Альпер работал в Ростовском государственном университете, где с 1966 по 1971 год возглавлял кафедру математического анализа. В своей научной деятельности он сфокусировался на теории приближения функций комплексного переменного и опубликовал более 30 научных работ, включая статьи в журналах «Доклады АН СССР», «Успехи математических наук» и «Известия АН СССР».

## Наследие
Результаты, полученные С. Я. Альпером, до сих пор остаются актуальными в современных исследованиях по теории приближения в комплексной области.